# Стерн, Шандор
Шандор Стерн (венг. Stern Sándor) (25 января 1924, Будапешт, Венгрия — 24 июня 2017) — советский и эстонский сценарист, филателист и художник-иллюстратор венгерского происхождения.

## Биография
Родился 25 января 1924 года в Будапеште в смешанной семье, отец — венгр, мать — эстонка, брат — Кароли Стерн (1921—75), директор зоопарка. В 1935 году переехал в Куресаар (Эстония) и посвятил этой стране всю оставшуюся жизнь. До 1949 года занимал должность художественного руководителя дома культуры в Кингисеппе. В 1952 году был принят на работу в детскую музыкальную школу, где он отработал вплоть до 1957 года, после чего поступил в Эстонский государственный художественный институт, который он окончил в 1961 году и получил специальность художника-графика, после чего преподавал графику и ИЗО на факультете искусств Таллинского педагогического института вплоть до 1970 года. В 1970 году был принят на работу в издательство Eesti Raamat на должность художественного руководителя и работал вплоть до 1984 года. В качестве сценариста написал два сценария — и они оба были экранизированы «(Озорные повороты» и «Опасные повороты»).
Скончался 24 июня 2017 года.

### Личная жизнь
Шандор Стерн женился на Эди Стерн.

## Награды и премии
- 2015 — Орден Таллина — награждён за многолетнюю творческую деятельность в качестве искусствоведа, книжного иллюстратора и художника.